# Shank (gra komputerowa)
Shank – gra komputerowa z gatunku platformówek i beat ’em up ze stylizowaną na komiksową grafiką 2D. Została wyprodukowana przez Klei Entertainment i wydana przez Electronic Arts w dystrybucji elektronicznej na PlayStation Network, Xbox Live i Steam. Jej światowa premiera odbyła się w sierpniu 2010 roku. W 2012 roku ukazała się jej kontynuacja zatytułowana Shank 2.

## Rozgrywka
W Shank gracz wciela się w bohatera, który walczy z przeciwnikami przy pomocy piły łańcuchowej, pistoletów, noży oraz granatów. Postać gracza potrafi skakać i biegać po ścianach oraz wykonywać akrobacje w powietrzu. Rozgrywka toczy się w zróżnicowanych lokacjach.
W grze występuje tryb kooperacji dla dwóch graczy na jednym ekranie, w którym gracze rozgrywają historię dziejącą się przed wydarzeniami kampanii dla pojedynczego gracza.

## Odbiór gry
Gra otrzymała głównie pozytywne recenzje uzyskując średnie ocen na poziomie 75,50% w wersji na Xbox 360, 76,94% w wersji na PlayStation 3 oraz 68,11% w wersji na komputery osobistew agregatorze GameRankings oraz odpowiednio 71/100, 75/100 i 67/100 w agregatorze Metacritic.